# Matías Campos (Fußballspieler, 1989)
Matías Daniel Campos Toro (* 22. Juni 1989 in Santiago) ist ein ehemaliger chilenischer Fußballspieler. Der linke Mittelfeldspieler bestritt sechs Länderspiele für die chilenische Fußballnationalmannschaft und erzielte dabei ein Tor.

## Karriere

### Verein
Matías Campos, auch als Pirata bekannt, begann in der Jugend von Audax Italiano und debütierte 2005 als Mittelstürmer in der ersten Mannschaft. Ende 2007 wurde er Stammspieler und übernahm die Position des linken Abwehrspielers. Im Jahr 2010, mit der Ankunft von Omar Labruna, der ein 3-5-2-System einführte, wurde Campos als linker Mittelfeldspieler eingesetzt und wurde in das ideale Team der Zeitschrift El Gráfico sowie vom ANFP in den Jahren 2010 und 2011 gewählt. Nach Verlust des Stammplatzes von Carlos Garrido wurde Campos 2011 neuer Kapitän des Teams. Für Audax spielte er insgesamt 126 Partien und erzielte 22 Tore.
Im Januar 2012 wurde Campos von FC Granada verpflichtet und nur wenige Tage nach dem Transfer für sechs Monate an Universidad Católica verliehen. Anschließend folgten weitere Leihen zu ACN Siena und Udinese Calcio, wo er aber nur wenige Einsätze bekam. Auch nach seinem Wechsel zum Hércules Alicante verbesserte sich die Situation nicht, erst bei den Leihstationen in Südamerika Unión Española und Arsenal de Sarandí wurde er mehr eingesetzt. Zur Saison 2016 kehrte er zu Audax zurück. Im Januar 2019 kam er als Verstärkung zu Universidad de Chile. Doch nach dem Abgang des Trainers Frank Kudelka übernahm der Uruguayer Alfredo Arias, der nicht auf Campos setzte. Campos wechselte im Juli 2019 auf Leihbasis zu den Santiago Wanderers in die Primera B und beendete nach dieser Saison seine Karriere als Zweitligameister.

### Nationalmannschaft
Im November 2011 debütierte Campos in der Nationalmannschaft bei der Qualifikation zur Weltmeisterschaft 2014 gegen Uruguay und spielte zuletzt im April 2012 beim Freundschaftsspiel gegen Peru im Nationaltrikot. Insgesamt kam er sechs Mal zum Einsatz und erzielte sein einziges Tor beim 2:0-Erfolg in der Weltmeisterschaftsqualifikation 2014 gegen Paraguay.

## Erfolge
Santiago Wanderers
- Chilenischer Zweitligameister: 2019

## Sonstiges
Oftmals wird Matías Campos auch mit seinem zweiten Nachnamen Matías Campos Toro bezeichnet, um ihn von Matías Campos López zu unterscheiden, die gemeinsam bei Audax Italiano und Universidad de Chile spielten.